# Soba (película)
Soba es una película mexicana independiente estrenada en el año 2005. Es protagonizada por Claudia Soberón y Dagoberto Gama. Fue dirigida por Alan Coton.

## Historia
Justina (Claudia Soberón) es una jovencita de quince años que despierta a una sensualidad largamente reprimida. El objeto de su atención, sin embargo, desquicia de golpe todo el espacio circundante, no solo creando un caos, sino incluso una soledad más profunda tapizada de tragedia.
Justina huye de lo que no comprende y escapa incluso de la protección que da la prudencia. Errante por barrios herrumbrosos del D.F., Justina no encuentra ninguna mano o mirada amiga, solo aquello que no busca: más violencia y desconcierto sexual.
Un oficial de policía corrupto y homicida (Dagoberto Gama), pero siempre culposo, acabará tomando el papel de príncipe azul para librar a la otrora doncella. El flechazo es instantáneo. Inflándose así por siempre una esfera amorosa en un jardín de espinas.

## Elenco
- Claudia Soberón - Justina
- Dagoberto Gama - Ivan
- Miguel Loaiza - Ramón
- Hena Corzo - Marife
- Homero Maturano - Narco Torturado
- Antonio Algarra - Capitán
- Jorge Zárate - Policía Judicial
- Silverio Palacios - Policía El Ojitos
- Alberto Acosta - Policía El Cachorro
- Roberto Álvez - Policía El Minezota
- Kengi Guerrero - Policía El Chino

## Producción
Inspirada en un caso real sobre el secuestro y abuso sexual de tres niñas por parte de varios policías en Tláhuac, la película fue producida por una cooperativa de ex estudiantes del CUEC denominada Cooperativa 9.5 en la escala de Richter. Filmada con película de 35mm y en blanco y negro en el febrero de 1999 utilizando varias locaciones de la Ciudad de México, Soba marcó el debut en cine de la actriz Claudia Soberón y fue uno de los primeros papeles protagónicos de Dagoberto Gama.
Financiada sin fondos públicos y con un presupuesto total de un millón 200 mil pesos, la película completó el proceso de posproducción a finales del 2003. Fue necesario constituir una Sociedad Anónima denominada La Chancla Producciones para conseguir el dinero necesario para completar la película y estrenarla.

## Estreno
La película se estrenó mundialmente en el marco del Festival Internacional de Cine de Sofía en marzo de 2004. El mismo año formó parte de la selección de Cannes y quedó a un voto de entrar al festival. Gracias a eso, la película fue invitada al Festival des 3 Continents de Nantes.
Con el apoyo de la cadena Cinemark a través de su ciclo de cine de arte Cámara alternativa, la película se estrenó, con clasificación C y con solo 3 copias, en la Ciudad de México el 9 de septiembre de 2005.
Posteriormente la película se estrenó en las principales ciudades de la República, terminando su recorrido en cines mexicanos en el febrero de 2006.
En Estados Unidos, la película se estrenó directamente en DVD el 24 de enero de 2006.

## Crítica Internacional
"...un cierto y logrado espíritu realista [...] Claudia Soberón, destacable" - Rafael Aviña (Reforma)
"Una despiadada incursión al mundo de la perversión y de la corrupción" - Uno Más Uno
"Claudia Soberón es una Justina sensual e inquietante" - Jorge Caballero (La Jornada)
"Es el mejor filme mexicano de todo el año" - Stéphane Delorme (comité de sélection, Cannes)
"SOBA confirma la renovación del cine de ficción latinoamericano” – Stephan Pichelin (RevistaLeif) 
"Un ovni en el cine mexicano, inquietante” - José Rosas (Radio France Internationale)
"Un filme sangrón [...] centrado en desbordar estilo, por cierto ampuloso y solemne" - Diana González (El Norte)
"Una gran película, felicidades" - Jorge Ayala Blanco (El Financiero)
“Un film noir asombroso” - Cahiers du Cinéma

## Festivales
- Sofia International Film Festival 2004 (Bulgaria)
- Nantes 3 Continents Film Festival 2004 (Francia)
- Muestra de Cine Mexicano e Iberoamericano de Guadalajara 2004 (México)
- Festival Cinematográfico para Universitarios Alucine 2004 (México)
- Tallinn Black Nights Film Festival 2004 (Estonia)
- Festival de cine sin fronteras de Granada 2005 (España)
- Santa Cruz International Latino and Indie Film Festival 2005 (Estados Unidos)
- Festival de Cine-Debate de Derechos Humanos 2005 (México)
- Eckerd College International Cinema Series, 2006 (Estados Unidos)
- Argenmex Film Festival 2006 (Argentina)